# Myadestes ralloides
Myadestes ralloides là một loài chim trong họ Turdidae.